# Boe (Distrikt)
Boe ist ein Distrikt des Inselstaates Nauru im Südwesten der Insel. Er ist mit 0,5 km² der kleinste Distrikt (etwas größer als die Vatikanstadt), hat aber dennoch 845 Einwohner. Er grenzt an Aiwo im Norden, an Buada im Nordosten und an Yaren im Südosten. Boe zählt zum gleichnamigen Wahlkreis Boe.
Boe bedeutet gemäß Paul Hambruch „Leeseite“.

## Historische Dörfer
Bis 1968 war der heutige Distrikt Boe ein Gau, welcher aus vier historischen Dörfern bestand.
- Anamangidrin
- Atubwinumar
- Biteye
- Kareeub

## Persönlichkeiten
- Auweyida (vor 1850–1921), König
- Kinza Clodumar (1945–2021), Politiker und ehemaliger Präsident
- Tyoni Batsiua (1981–2004), Gewichtheberin